# ژوزیان بالاسکو
ژوزیان بالاسکو (فرانسوی: Josiane Balasko‎؛ زادهٔ ۱۵ آوریل ۱۹۵۰) یک هنرپیشه، کارگردان، فیلم‌نامه‌نویس، نویسنده، و پدیدآور اهل فرانسه است. وی از سال ۱۹۷۳ میلادی تاکنون مشغول فعالیت بوده‌است.
از فیلم‌ها یا برنامه‌های تلویزیونی که وی در آنها نقش داشته‌است می‌توان به مستأجر، قهرمان‌ها دهانشان بوی شیر نمی‌دهد و مداخله اشاره کرد.